# Кубок світу з біатлону 2012—2013 — етап 7
Сьомий етап Кубка світу з біатлону 2012—13 відбувався в Голменколлені, Норвегія, з 27 лютого по 3 березня 2013 року. У програмі етапу було проведено 6 гонок: спринту, гонки переслідування та мас-старту у чоловіків та жінок.

## Гонки
Розклад гонок наведено нижче.
| Дата      | Час       | Гонка                            |
| --------- | --------- | -------------------------------- |
| 28 лютого | 14:00 CET | Чоловіки, спринт 10 км           |
| 1 березня | 15:30 CET | Жінки, спринт 7,5 км             |
| 2 березня | 14:00 CET | Жінки, переслідування 10 км      |
| 2 березня | 15:45 CET | Чоловіки, переслідування 12,5 км |
| 3 березня | 11:30 CET | Жінки, мас-старт 12,5 км         |
| 3 березня | 15:00 CET | Чоловіки, мас-старт 15 км        |

## Чоловіки

### Призери
| Гонка:                                                               | Золото:               | Час               | Срібло:               | Час               | Бронза:                  | Час               |
| Спринт 10 км Протокол [Архівовано 2 березня 2013 у Wayback Machine.] | Тар'єй Бо Норвегія    | 25:44.5 (0+0)     | Мартен Фуркад Франція | 25:44.6 (1+1)     | Андрій Дериземля Україна | 25:52.2 (0+0)     |
| Переслідування 12,5 км Протокол                                      | Мартен Фуркад Франція | 33:48.2 (0+1+0+1) | Тар'єй Бо Норвегія    | 34:15.9 (0+2+0+1) | Олександр Логінов Росія  | 34:23.7 (0+2+0+1) |
| Мас-старт 15 км Протокол                                             | Ондрей Моравець Чехія | 39:48.7 (0+0+0+1) | Мартен Фуркад Франція | 40:02.4 (1+0+0+2) | Ерік Лессер Німеччина    | 40:05.5 (0+0+1+0) |

## Жінки

### Призери
| Гонка:                        | Золото:              | Час               | Срібло:                       | Час               | Бронза:                       | Час               |
| Спринт 7,5 км Протокол        | Тура Бергер Норвегія | 21:31.2 (0+0)     | Дарія Домрачова Білорусь      | 21:43.2 (1+1)     | Анастасія Кузьміна Словаччина | 22:02.1 (1+1)     |
| Переслідування 10 км Протокол | Тура Бергер Норвегія | 32:12.2 (0+1+2+1) | Марі Дорен Абер Франція       | 32:43.4 (0+0+1+1) | Анастасія Кузьміна Словаччина | 32:57.3 (1+0+2+1) |
| Мас-старт 12,5 км Протокол    | Тура Бергер Норвегія | 36:58.8 (0+0+0+2) | Анастасія Кузьміна Словаччина | 37:04.2 (0+2+0+0) | Дарія Домрачова Білорусь      | 37:22.1 (0+1+2+0) |

## Досягнення
Найкращий виступ за кар'єру
Перша гонка в Кубку світу